# 青山学院大学国際政治経済学部
青山学院大学国際政治経済学部（あおやまがくいんだいがくこくさいせいじけいざいがくぶ）は、青山学院大学が設置する国際政治経済学部。

## 概要
青山学院大学国際政治経済学部は1982年に設置され、国際政治学科、国際経済学科、国際コミュニケーション学科の3学科から形成される。また、国際政治学科の政治外交・安全保障コース、グローバル・ガバナンスコース、国際経済学科の国際経済政策コース、国際ビジネスコース、国際コミュニケーション学科の国際コミュニケーションコースの5コースが設置されており、専門性と国際性、現場感覚を重視した学びを実践している。1987年には国際経営学科が設置されたが、2003年に廃止。2006年、国際政治経済学部国際コミュニケーションコースが国際政治経済学部国際コミュニケーション学科に改組され、現在に至る。

## 沿革
- 1874年 - ドーラ・E・スクーンメーカーにより麻布に女子学校が創設、後の青山学院のルーツの1つとなる
- 1881年 - 東京英学校ができる
- 1883年 - 東京英学校が青山に移り東京英和学校に改称
- 1894年 - 東京英和学校を青山学院に改称
- 1915年 - 高等科を高等部と改称
- 1949年 - 新制大学として認可、文学部、商学部、工学部を設置、商学部には商学科が置かれる
- 1982年 - 国際政治経済学部を設置、国際政治学科、国際経済学科の2学科が置かれる
- 1987年 - 国際経営学科を設置
- 2003年 - 国際経営学科を廃止
- 2006年 - 国際政治経済学部国際コミュニケーションコースを国際政治経済学部国際コミュニケーション学科に改組

## 学部・学科
- 国際政治経済学部
  - 国際政治学科
  - 国際経済学科
  - 国際コミュニケーション学科